# Kenji Dai
Kenji Dai (代 健司 Dai Kenji?), född 27 mars 1989 i Hiroshima prefektur, är en japansk fotbollsspelare.
Dai började sin karriär 2011 i Mito HollyHock. Efter Mito HollyHock spelade han för Ehime FC, Renofa Yamaguchi FC och Kataller Toyama.